# Iglesia de Nuestra Señora de la Cabeza (Ogíjares)
La Iglesia de Nuestra Señora de la Cabeza, denominada también del Santo Cristo de la Misericordia, en ubicada en el barrio Alto de Los Ogíjares (Provincia de Granada, España) constituye un testimonio de lo que fue la primera etapa constructiva del mudéjar granadino generalizado tras la Reconquista. El Templo, que ocupa el lugar de una antigua mezquita, se construye en dos fases, una primera entre 1510 y 1520 en la que se edifica la nave y otra, entre 1551 y 1553, años en los que se agrega la capilla mayor y la torre. En época barroca se realiza el camarín adosado a la cabecera de la Iglesia, el cual conserva un interesante ciclo de pinturas murales, cuyo tema iconográfico hace referencia a la vida de la Virgen. Igualmente son de interés los bienes muebles que alberga en su interior.
Por su valor artístico hay que destacar las cubiertas de par y nudillo de la nave y de forma ochavada en la capilla mayor, está compuesta de pechinas apeinazadas y decoradas con motivos de lazo y una piña dorada en el centro, así como el harneruelo, también apeinazado, en el que se inscribe una piña dorada de mayor tamaño.
La Iglesia ha funcionado históricamente como foco generador de importantes espacios públicos, como la Plaza Alta donde se ubica, desarrollándose a lo largo del tiempo, un esquema circulatorio de comunicaciones en forma radial teniendo el punto de partida en la plaza, constituyéndose junto con la Iglesia el centro histórico del municipio

## Descripción
El inmueble se encuentra exento, tiene planta poligonal compuesta de iglesia, sacristía y torre campanario, adosadas al muro derecho de la cabecera y otras dos dependencias parroquiales ubicadas una, en el lado derecho de la capilla mayor y la segunda en el lado izquierdo de la nave en su primer tramo.
Se estructura con una sola nave de planta rectangular cubierta con armadura de par y nudillo en la cabecera y de limas moamares y cuadrales en los pies. Presenta cinco tirantes dobles decorados con lazo de ocho y labor de taracea, que apoyan en sus extremos en canes de tracería gótica.
Separa la nave de la capilla mayor un arco triunfal de medio punto que apoya en machones apilastrados, con semicolumnas de piedra adosadas y pintadas al temple imitando al mármol. Asimismo, los dos muros del arco se hallan decorados con pinturas, realizadas entre 1850 y 1899, que representan en el lado del Evangelio, a San José con el Niño Jesús y en el de la Epístola a San Juan Bautista, ambos bajo un dosel de cortinajes rojos. En la clave del arco se ubica el escudo de los Reyes Católicos realizado entre 1508 y 1516.

### Capilla Mayor
La capilla mayor tiene planta cuadrada y testero plano.
El cuadrado pasa a un octógono a través de cuatro pechinas apeinazadas y decoradas con motivos de lazo y una piña dorada en el centro. La cubierta muestra armadura ochavada delimas moamares, apeinazada con lazo de ocho y estrellas de seis lados. El harneruelo también apeinazado, se decora con una piña central de mayor tamaño que las anteriores.
El Presbiterio presenta el pavimento a dos alturas salvado por una escalinata central de cinco peldaños, delimitada en ambos lados por una baranda de madera tallada, dorada y policromada, realizada entre 1734 y 1764. Se compone de un zócalo moldurado donde apoyan balaustres lisos que alternan con cuatro estípites en cada lado, rematados con esferas de hojarascas y pirámides superiores.

### Retablo Mayor
El testero del presbiterio se cubre con el retablo mayor. Fue realizado entre 1650 y 1699 en madera tallada y dorada. Está constituido con banco, un cuerpo central de tres calles y ático superior. En el banco aparecen tableros de hojarasca en los laterales y en el centro un sagrario flanqueado por estípites y dobles columnas salomónicas. La puerta del sagrario muestra, pintado al temple sobre tabla, al Buen Pastor. El cuerpo central de retablo consta de tres calles flanqueadas por columnas salomónicas decoradas con rocalla. En la calle central se abre un vano de medio punto que da paso al camarín en cuyo interior alberga la imagen de Nuestra Señora de la Cabeza. Las calles laterales muestran repisas bajo doseles avenerados, los cuales cobijan las imágenes de San Francisco de Asís y San Juan Evangelista, esculturas de bulto redondo realizadas entre 1600 y 1649 la primera y de 1600 a 1632 la segunda, obras atribuidas al círculo de Alonso de Mena.
Un entablamento decorado con rocalla da paso al ático, éste de sección semicircular presenta una cornisa curvada decorada con venera y rematada en el centro con un tondo, en cuyo interior aparece Dios Padre en acción de bendecir, flanqueado con rocalla, dos angelillos y corona superior terminada en cruz. La zona central del ático se compone de un Calvario. Está constituido con un crucificado, escultura de bulto redondo del círculo de Alonso de Mena y una pintura al temple sobre tabla en la zona posterior, con la representación de la Virgen y San Juan. Asimismo, en ambos lados de la composición se encuentran cuatro tondos en cuyo interior cobijan los temas iconográficos de la Anunciación y la Inmaculada Concepción en el lado izquierdo, y la Asunción y la Visitación en el derecho.Cubre el testero de la capilla mayor circundando el retablo, una pintura realizada al temple en 1883. Consta de una perspectiva arquitectónica formada por un amplio arco que cubre una venera sobre columnas, pilastras y volado entablamento.
En las enjutas aparecen ángeles sosteniendo palmas y cartelas.Toda esta composición está pintada en grisalla con decoración dorada en capiteles, cornisas y molduras.
Preside el retablo mayor la imagen de Nuestra Señora de la Cabeza. Escultura barroca realizada entre 1700 y 1749. La Virgen se representa de pie sobre nubes y cabezas de querubines. Viste túnica rosa decorada con ramos de flores dorados y manto azul que recoge en el brazo izquierdo donde también apoya al Niño. Lleva en la mano derecha un cetro y sobre la cabeza una corona, ambos de plata. El Niño Jesús es una imagen barroca de la misma época. En la cabeza exhibe una corona de plata con engastes de cabujones de pedrería.
La imagen se encuentra en el camarín, en el interior de un tabernáculo formado por cuatro pilares que soportan una cúpula con pechinas, sobre un pedestal o trono de base cuadrada y forma tronco piramidal, dorado y decorado con hojarasca. El interior del Camarín está ornamentado con pinturas murales realizadas al temple entre 1733 y 1779. Presentan fondos arquitectónicos con escenas bíblicas que rodean el recinto, altares flanqueados por columnas salomónicas y óvalos con la Anunciación y los Desposorios de la Virgen.
Parte de los dos muros laterales de la capilla mayor están cubiertos con pintura al temple realizada entre 1850 y 1899.Ambos muestran cenefas de flores sobre fondos grisáceos que alternan con bandas que imitan tejido adamascado rojo, y un medallón central con la representación de San Miguel Arcángel y el Ángel de la Guarda.

### Retablo de Nuestra Señora de la Aurora
El retablo de Nuestra Señora de la Aurora se halla en la capilla mayor adosado al muro del Evangelio. Fue realizado entre 1750 y 1799. Consta de banco, compuesto de un sagrario central y pedestales salientes entre tableros de hojarascas. El cuerpo central, dispuesto con hornacina de fondo ochavado, en cuyo interior alberga la imagen titular, está flanqueado por dobles estípites y un friso quebrado que da paso al ático.
Este, compuesto de un óleo sobre lienzo con la Virgen, Santa Ana y San Joaquín. El conjunto se encuentra rematado con un amplio penacho y decorado su paramento con elementos vegetales dorados sobre fondo blanco. La imagen de Nuestra Señora de la Aurora es una escultura de bulto redondo, obra de José Risueño, realizada entre 1700y 1724. La imagen, de tipo sedente, se sitúa sobre nubes de serafines, porta en su mano derecha un estandarte y un rosario. Viste túnica rosa y manto azul decorados con motivos florales.

### Retablo de Jesús Nazareno
Adosado al muro de la Epístola de la capilla mayor se ubica el retablo de Jesús Nazareno. Se compone de banco, formado con salientes apilastrados y tableros de hojarascas, un cuerpo central, con hornacina cubierta de cristal, flanqueada con dobles estípites, trozos de entablamento y piñón mixtilíneo con el anagrama de Cristo, y ático superior, compuesto de un óleo sobre lienzo, con la representación de la Dolorosa y coronado con amplio penacho. El conjunto se encuentra decorado con motivos vegetales dorados sobre fondo blanco.
El retablo está realizado entre 1750 y 1779. La imagen de Jesús Nazareno ocupa la hornacina central.
Es una escultura de candelero realizada entre 1800 y 1899.Lleva la cruz sobre su hombro izquierdo que sujeta con ambas manos y sobre su cabeza nimbo y corona de espinas, ambos de plata y de la misma época que la imagen. Viste túnica morada y cíngulo de soga que cuelga del cuello y cintura.

### Retablo de Cristo atado a la columna
Adosado al muro perimetral izquierdo de la nave, en el segundo tramo, se ubica el retablo de Cristo atado a la columna.
Está ejecutado entre 1750 y 1777. Consta de banco, un cuerpo central que alberga un lienzo rectangular pintado al temple con el tema iconográfico de Cristo atado a la columna y Santa Teresa, flanqueado por dos ancho estípites, a modo de pilastras, que rematan en piñón. En ambos lados, sobre las citadas pilastras, se hallan dos lienzos de forma ovalada, las cuales exhiben a San Francisco de Paula y San Benito de Palermo.
Asimismo se ubican, en la zona superior una pintura al temple de pequeño formato con la iconografía de la Virgen Dolorosa, y en la inferior, una urna de madera alargada decorada con hojarasca, en cuyo interior alberga un relicario. Está datada entre 1650 y 1749. El ático se compone de un óleo sobre lienzo con San Antonio de Padua realizado entre 1700 y 1749. El retablo se encuentra decorado con motivos florales, roleos y rocalla dorados sobre fondo amarillo.
El conjunto retablístico está flanqueado con pinturas murales realizadas al temple entre 1850 y 1899. Aparecen en ambos lados, fondos arquitectónicos integrados por doble columnata de orden corintio, dos ángeles, cornisamiento en forma de ábside y en la zona superior una corona con dosel y cortinajes que separan dos angelillos.

### Retablo de Cristo yacente
En el primer tramo del lado del evangelio de la nave se ubica el retablo de Cristo yacente. Retablo de estilo rococó realizado entre 1733 y 1785. Consta de banco, un cuerpo central que alberga un lienzo rectangular con amplio remate que acaba en piñón, flanqueado con sendos estípites, retropilastras y ático superior. El resto de la composición se ornamenta con rocalla y roleos de color naranja sobre el paramento amarillo. El óleo sobre lienzo que ocupa la zona central del retablo, data de la misma época, muestra el tema iconográfico de Cristo yacente. En la zona superior de esta composición se ubica la pintura de pequeño formato de la Santa Faz, y en el ático un óleo sobre tabla con la representación de San Juan de Dios recibiendo la Cruz que le entrega Cristo.

### Púlpito
En el tercer tramo de la nave y adosado al muro del lado de la Epístola se ubica el púlpito. Obra barroca realizada entre 1700 y 1749. Consta de una tribuna octogonal y escalera de acceso con antepecho en su lado derecho. El conjunto está decorado con medallones de formas ovaladas delimitados por hojarascas.
El tornavoz es de planta octogonal, dispuesto en la zona superior con molduras doradas, compuestas de aletas de perfil mixtilíneo que configura un cuerpo oval, así como en la parte interna, con formas estrelladas, motivos vegetales y colgaduras sobre el borde. 
Adosado al muro, entre el cuerpo octogonal del púlpito y el tornavoz, se halla la escultura de un Cristo Crucificado, realizada entre 1800 y 1899.

### Retablo de la Inmaculada Concepción
El retablo de la Inmaculada Concepción está situado en el lado de la Epístola, en el segundo tramo de la nave. Es una obra rococó realizada entre 1733 y 1764. Se compone de banco, un cuerpo central de tres calles y ático superior.
El banco presenta una hornacina, a modo de sagrario, que alberga la imagen de San Sebastián. Escultura barroca de bulto redondo realizada en porcelana entre 1750 y 1774. Las trescalles del cuerpo central se encuentran flanqueadas por estípites adosados y decorados con paños recortados, hojarascas, roleos y una cenefa ondulada en cada extremo del retablo.
Un entablamento movido da paso al ático, éste dispuesto con un dosel central y motivos mixtilíneos en los laterales, así como en la zona superior, a modo de penacho, de un óleo sobre lienzo con la representación de Santiago Matamoros, delimitado con recortes ondulados que sirven de marco.
El cuerpo de la calle central muestra un lienzo rectangular. Obra barroca, pintada al óleo entre 1700 y 1749. Figura la Inmaculada Concepción de pie sobre una luna y cabezas de ángeles, viste túnica blanca y manto azul que recoge sobre su brazo izquierdo, las manos unidas y la cabeza ligeramente movida hacia su lado derecho. En ambos lados se encuentran cabezas de querubines y grupos de angelillos que portan palmas y flores. En las dos calles laterales bajo dosel, se ubican las obras barrocas de San Cecilio y San Matías. Oleos sobre tablas de pequeño formato y marcos cuadrifolios, realizadas entre 1700 y 1774 la primera y entre 1750 y 1779 la segunda.

### Retablo de San José
En el lado de la Epístola, en el primer tramo de la nave, se halla el retablo de San José. Fue ejecutado en 1580. Trabajó como dorador Ginés López, siendo las esculturas de bulto redondo de las calles laterales y relieves, obras de Juan de Orea, excepto la imagen de San José con el niño que preside el retablo, que es una escultura barroca de bulto redondo realizada entre 1700 y 1774. El retablo está compuesto de un cuerpo de tres calles flanqueadas por columnas dóricas y entablamento superior. La calle central más alta que las laterales se eleva mediante la superposición de órdenes de las columnas centrales. En las calles laterales se abren pequeñas hornacinas que albergan las imágenes de San Pedro y San Pablo. Sobre ellas se ubican tondos con los relieves del Arcángel San Gabriel y La Anunciación.
El ático consta de un relieve central mostrando a Santa Ana, la Virgen y el Niño. Se corona con frontón semicircular partido. El retablo muestra el paramento pintado en amarillo decorado con motivos dorados de jarrones, aletas, racimos de frutos y hojarasca. Flanquea esta composición, una pintura mural realizada al temple en color azul, dispuesta con amplio dosel del que penden cortinajes sujetos en ambos lados.

### El coro
A los pies de la nave se levanta el coro. Presenta antepecho de balaustres de madera y dos pies derechos en forma depilares cuadrados que rematan en zapatas de perfil en S, y que junto con otras dos zapatas situadas en los extremos soportan la viga principal sobre la que descansa el coro. El sotacoro se cubre con sencillo alfarje.
También a los pies del templo se levanta un cancel realizado en madera entre 1733 y 1765. Está dispuesto con casetones y cuatro puertas, dos decoradas con jarras de azucenas. En la parte superior aparece una cenefa con rombos y sobre ella tres pinjantes de paños recortados y estrellas de ocho puntas que cubren parte de la cubierta.
En el interior de la sacristía se halla un aguamanil, realizado en piedra entre 1750 y 1849. Presenta la taza ligeramente ovalada así como un panel de perfil mixtilíneo adosado al muro.

### Fachadas
En el exterior, el paramento de la Iglesia está pintado de blanco. Se cubre a dos aguas y a cuatro la capilla mayor cuyo alero descansa sobre canes pintados de color almagra.
En la fachada de los pies de la Iglesia se abre el acceso al interior de la nave, se compone de un vano carpanel cubierto con puerta de madera de doble hoja y clavazón, inscrito en un sencillo alfiz pintado de color ocre y terminado con pequeño resalte superior. Sobre esta composición se abre un vano rectangular cubierto con reja de hierro.

### La torre
Adosada al muro perimetral derecho de la capilla mayor se levanta la torre. Tiene planta cuadrada y alzado de dos cuerpos. En el primero, se abren vanos rectangulares dispuestos en eje. Los cuatro vanos de medio punto del segundo cuerpo, albergan cuatro campanas de bronce. La denominada de San Pedro está situada en el lado oeste y data de 1770, su forma de copa invertida exhibe decoración de mascarones, cenefa, inscripción y triángulos florales. Asimismo, la campana situada en el lado sur data de 1858 y muestra recuadros decorados con motivos florales. La torre se cubre a cuatro aguas.